# Faire Woche

Logo der Fairen Woche 2006

Die Faire Woche ist eine vom Forum Fairer Handel organisierte Aktionswoche zur Förderung des fairen Handels in Deutschland.

## Forum Fairer Handel
Das Forum Fairer Handel besteht aus allen namhaften Fair-Handels-Organisationen, die in Deutschland vertreten sind. Im Einzelnen sind dies: TransFair, aej, BDKJ, Misereor, Brot für die Welt, gepa, El Puente, BanaFair, WeltPartner eG, Weltladen-Dachverband, Servicestelle Kommunen in der Einen Welt und die Landesnetzwerke.

## Faire Woche 2001
Die erste Faire Woche wurde vom 24. bis 30. September 2001 unter der Schirmherrschaft der Bundesministerin für wirtschaftliche Zusammenarbeit und Entwicklung, Frau Heidemarie Wieczorek-Zeul, durchgeführt.
Das Motto dieser Veranstaltung hieß "Freudenpreise für die Bauern" und konnte sich anfangs kaum durchsetzen.

## Faire Woche 2003
Vom 19. bis 26. September 2003 fand unter dem Motto „Besonderes zum Freundschaftspreis“ die 2. bundesweite Faire Woche statt.

## Faire Woche 2004
Bei der dritten Fairen Woche wurde im September 2004 das „Faire Frühstück“ propagiert. Die Faire Woche hat sich als Großveranstaltung des Fairen Handels in Deutschland etabliert.

## Faire Woche 2005
Im Jahr 2005 fand vom 19. bis 25. September die vierte Faire Woche unter dem Motto „Köstlichkeiten aus aller Welt“ statt.

## Faire Woche 2006
Der Termin für die Faire Woche 2006 war der 18. bis 30. September. Bei der fünften Ausgabe stand sie unter dem Motto „Fairness verbindet“. 2006 sprach die Faire Woche insbesondere Jugendliche an: „Botschafter/in für 14 Tage“ war ein Aktionsleitfaden, in dem Vorschläge gemacht wurden, wie man sich selbst für den Fairen Handel einsetzen kann und noch mal Basisinformationen zum Fairen Handel gegeben werden.

## Faire Woche 2007
2007 wurde die Faire Woche vom 17. bis zum 30. September unter dem Motto „Afrikanissimo – entdecke die Vielfalt!“ durchgeführt.
Sie hatte zum sechsten Mal eingeladen, um Aufmerksamkeit auf den Fairen Handel zu lenken.

## Faire Woche 2008
Unter dem Motto „Doppelt gut! Bio im Fairen Handel“ fand die siebente Faire Woche 2008 vom 15. bis zum 28. September statt. Etwa 900 Veranstalter führten bundesweit insgesamt rund 3.000 Veranstaltungen durch.

## Faire Woche 2009
Die achte Faire Woche fand 2009 unter dem Motto "Perspektiven schaffen – Fair handeln!" statt. Premiere hatte die Preisverleihung des FairTrade-Awards, der im Beisein von Vertretern der Kirchen, Nichtregierungsorganisationen (NGOs), Politik, Wirtschaft und prominenten Unterstützern verliehen wurde.

## Faire Woche 2010
Als Schwerpunkt der Fairen Woche 2010 wurde der Genuss fair gehandelter Produkte zu Hause, aber auch in der Gastronomie, gewählt. Dementsprechend soll der Slogan der neunten jährlichen Veranstaltung "Fair schmeckt mir!" die Lust auf das Ausprobieren der vielfältigen Produkte aus dem Fairen Handel wecken.

## Weitere Aktionen
Seit 2003 findet im Rahmen der Fairen Woche alle zwei Jahre die Preisverleihung im bundesweiten Wettbewerb Hauptstadt des Fairen Handels statt, den die „Servicestelle Kommunen in der Einen Welt“ ausrichtet. Der Wettbewerb steht unter der Schirmherrschaft des Bundesministeriums für wirtschaftliche Zusammenarbeit und Entwicklung.

## Förderung der Fairen Woche
Die Faire Woche wird mit finanzieller Unterstützung des Bundesministeriums für wirtschaftliche Zusammenarbeit und Entwicklung (BMZ), des Hilfswerkes Brot für die Welt, des Evangelischen Entwicklungsdienstes (EED) und des Bischöflichen Hilfswerkes Misereor ermöglicht.
Prominente Unterstützung erfuhr die Faire Woche z. B. 2006 durch die Schirmherrin Heidemarie Wieczorek-Zeul.
Siehe auch: Fairer Handel, TransFair, Weltladen